# 神謡
神謡（しんよう）とは、アイヌ文学のジャンルのひとつで、カムイ（動物・植物・自然現象など）が主人公となってカムイの国や人間の国での体験を語る物語の総称である。アイヌ語でサケヘまたはサハと呼ばれる「折返し」を何度も挿入しながら、メロディにのせて口演することが特徴の口承文芸のひとつである。日本語では知里幸恵編著『アイヌ神謡集』（1923年）で初めて紹介された。
アイヌ語では地方によって呼称が異なり、カムイユカㇻ（道南東部）、トゥイタㇰ（日高東部・宗谷）、オイナ（道東北部・樺太）、トゥイタㇵ（樺太東海岸）などと呼ばれるほか、主に女性が語り手となる叙事詩であることからマッユカㇻやメノコユカㇻ（いずれも女性のユカㇻの意味）と呼ぶ地方もある。また、子守歌に類する内容の歌謡（アイヌ語でカムイ イフㇺケ）も神謡に含む場合もある。また、日本語訳として神のユーカラ、神々の物語とも呼ばれるほか、そのままのカムイユカㇻと表記されることも少なくない。

## 概要

### 内容
神謡は、語られるのはカムイの視点で世界を叙述する物語である。そのため、物語の最期に「と、幼い狼の神様が物語りました」などと締めくくられることが多い。カムイの多くは動物の姿をしているため、動物昔話（たとえば猿蟹合戦）のように思われがちであるが、その内容はアイヌの世界観とそのルールを説明するものである。
知里真志保は物語の主人公によって「動物神・植物神・物神・自然神が自分の体験を語るもの」と「人間の始祖オイナカムが主人公となって自分の体験を語るもの」の2つに分けた。また荻原眞子は、神謡のテーマを「動物世界と人間世界との関係性の設定」と「恋愛・求婚・婚姻」の2つに大別できるとしている。

### 一人称叙述
アイヌの口承文学は、一人称叙述と呼ばれることがある。これは物語が主人公の視点から語られるため、日本語に翻訳した際に「私が」「我」という語が充てられることに起因している。その中でも神謡は一人称複数形（「私たちが」「我々」）を取ることが特徴となっているが、その理由は解明されていない。真志保は、古来の神謡が主人公であるカムイが語り手に憑依し一体となって語る形式であったと推測するが、いっぽうで荻原は、古来の神謡が語り手がカムイという立場を取り、カムイである動物に向かって語る形式であったと推測している。

## 口演
訳語に「謡」とあるように、神謡はメロディに乗せて語られる物語である。また、神謡はストーリーが決まっているが、語り手は一字一句を暗記しているわけではなく、口演する時にその場で即興的に創られていく。したがってその表現や物語の長さは毎回異なるのが普通である。ストーリー展開で必要な要素を落とすことなく、あらゆる技術を駆使して韻律を整えた詩句を即興的に紡ぎ出すことが、語り手の技量といえる。

### サケヘ
折返しを繰り返し挟みながら、物語を進めていく。サケヘは、物語の主人公の正体を明らかにするための言葉で、元々はカムイの鳴き声・様態・性格・特徴の擬音であったと考えられる。例えば雷のカムイを示すサケヘ「フンパㇰパㇰ」は雷鳴の擬音である。しかし、サケヘの本来の意味が分からなくなってしまったものも多い。サケヘは神謡ごとに異なるため、特定の神謡を指定する際にもサケヘで示す。
サケヘを挿入する方法として一番多いのは、毎句の冒頭に繰り返し、その後に物語の詩句を続ける方法である。この方法は、短いサケヘの場合に多いが、長いサケヘはある程度の区切りのいいところでサケヘを挟む方法が取られることが多い。また、各句の末尾に繰り返すものや、二つのサケヘを交互に繰り返すもの、主人公が変わるとサケヘが変わるものなど、バリエーションに富んでいる。
また多くのサケヘは、物語の内容とは直接関係がない、いわば囃子言葉のように口演の調子を取るための詩句である。しかし極まれに、特定の神謡の特定の場面のみに用いられて本文の一部となるが、文法的に不可思議であるため本文とも異なる詩句がある。こうした特殊なサケヘを「2次的なサケヘ」と呼ぶ。

### メロディ
神謡の口演は、一定のメロディにのせて語られる。したがって、文章はメロディもしくはリズムに制約される。メロディは各物語に固有なもので、語り手は聴いて覚えた時のメロディを真似るのが普通であるが、実際には語り手ごとに異なっている。
また日本の俳句と同様に、神謡は音律に重点が置かれる。神謡の場合は5音節が多いが4音節もあり、またひとつの神謡で4と5が入り混じることもある。前述のように神謡は即興で謡われるため、歌い手が上手く音律を合わせるための技術がある。まず、あらかじめ4ないし5音節に整えられた常套句を使う手法がある。どうしても詩句の音節が合わない場合は、音を伸ばしたり早口にしたりして合わせる方法が取られるほか、「虚辞（意味を持たない音）」や、「する」を意味する「キ」入れたりして調節する。このようなテクニックを含めて、神謡で用いられる文体を雅語（アトㇺテイタㇰ）という。